# Paul Blobel
Paul Blobel (13 de agosto de 1894, Potsdam — 7 de junho de 1951, Landsberg am Lech) foi um oficial nazista ocupando a patente de SS-Standartenführer, membro da Sicherheitsdienst o SD, chefe do SonderKommando 4a e do Sonderkommando 1005 dos Einsatzgruppen durante a Segunda Guerra Mundial.
Participou da Primeira Guerra Mundial, onde foi condecorado com a Cruz de Ferro de primera e segunda classe. Depois da guerra, Blobel estudou arquitetura e exerceu a profissão de 1924 até 1931, quando perdeu seu emprego e se filiou ao NSDAP com o número 844.662, em 1 de dezembro de 1931, bem como na SS, com o número 29.100, na mesma data.
Durante a invasão a União Soviética foi responsável pelo 4ª Sonderkommando, unidade de exterminio pertencente ao Einsatzgruppe C, que atuou na Ucrania. Blobel foi o principal responsável pelo célebre massacre de Babi Yar, em Kiev, ocorrido em 29 e 30 de setembro de 1941, onde foram assassinados cerca de 100.000 civis, em sua maioria de origem não judía(33.000 judeus e mais de 60.000 comunistas, partisanos, gitanos, entre outros).
Foi afastado de seu cargo em 13 de janeiro de 1942, oficialmente por razões de saúde, mas principalmente devido ao alcoolismo. Entre julho de 1942 e 1944 participou da Aktion 1005, que tinha como objetido eliminar todos os rastros de massacres em massa perpetrados por alemães na Russia e Ucrânia, e em Babi Yar em particular. Esta operação foi levada a cabo com a exumação de todos os corpos em valas comuns e, posteriormente, sua cremação. A tarefa foi otimizada por Blobel, que misturou madeira aos cadáveres e usou os trilhos de trem como grelhas.
Acabada a guerra, foi condenado a morte no Tribunal Militar de Nuremberg, no processo dos Einsatzgruppen. Foi enforcado na prisão de Landsberg em 8 de junho de 1951.

## Promoções
- SS-Standartenführer: 30 de janeiro de 1941
- SS-Obersturmbannführer:
- SS-Sturmbannführer:
- SS-Hauptsturmführer: 9 de novembro de 1936
- SS-Obersturmführer: 9 de novembro de 1935
- SS-Untersturmführer: 21 de março de 1935
- SS-Scharführer: 1934